# Astarimos
Astarimos va ser rei de Tir, el tercer dels quatre germans que van ocupar el tron.
Tot el que se'n sap d'aquest rei prové d'una cita que fa Flavi Josep d'un text avui perdut de Menandre d'Efes. La traducció del text conservat, referit als quatre germans, diu:
| « | En aquell moment, quatre fills de la dida [d'Abdastartos] van conspirar contra ell i el van matar. El més gran dels fills va regnar dotze anys. Després va venir Astartos, fill de Deleastartos, que va viure cinquanta-quatre anys i va regnar durant dotze anys. Després d'ell va regnar el seu germà Astarimos, que va viure cinquanta-quatre anys i va regnar nou anys, i va ser mort pel seu germà Fel·les, que va ocupar el tron i va regnar només vuit mesos, després d'haver viscut cinquanta anys. El va matar Etbaal, sacerdot d'Astarte. | » |

Se suposa que va regnar de l'any 888 aC al 880 aC. Aquestes dates són les que dedueix Frank Cross i altres erudits, que situen la fugida de Dido del regne del seu germà Pigmalió l'any 825 aC, cap a fundar Cartago l'any 814 aC. Frank Cross dona també la seqüència de successions dels quatre germans usurpadors, fills de la dida d'Abdastartos:
- Astartos 918 aC - 906 aC
- Deleastartos 906 aC - 889 aC
- Astarimos 888 aC - 880 aC
- Fel·les 879 aC

Al primer dels quatre germans el text de Flavi Josep no li dona cap nom. Cross va interpretar que havia de ser Astartos, i el seu germà segon tenia per nom Deleastartos.